# Bohartilla
Bohartilla  (лат.) — род веерокрылых насекомых из семейства Bohartillidae. Центральная Америка. 

## Описание
Мелкие веерокрылые насекомые. Усики 7-члениковые. Лапки 4-члениковые без коготков. Эдеагус самцов немного изогнут. Биология неизвестна. Предположительно, как и другие виды близких родов паразиты насекомых (все современные виды Stylops — паразиты пчёл рода Andrena). Род был впервые выделен в 1969 году палеоэнтомологом Рагнаром Кинзельбахом (Ragnar Kinzelbach) вместе с отдельным семейством Bohartillidae.
- Bohartilla megalognatha Kinzelbach, 1969 — Гондурас, Панама
- †Bohartilla joachimscheveni Kinzelbach & Pohl, 1994 — олигоценовый Доминиканский янтарь Центральной Америки (Доминиканская Республика)[2]
- †Bohartilla kinzelbachi Kathirithamby & Grimaldi, 1993 —  Доминиканский янтарь Центральной Америки[4]